# Hopea rugifolia
Hopea rugifolia är en tvåhjärtbladig växtart som beskrevs av Peter Shaw Ashton. Hopea rugifolia ingår i släktet Hopea och familjen Dipterocarpaceae. Inga underarter finns listade i Catalogue of Life.